# Koinonia
Koinonia (do grego κοινωνία) significa comunhão. O termo é utilizado no cristianismo com o significado de participação, companheirismo, comunicação, ter em comum, compartilhar e conceitos semelhantes.
O termo aparece pela primeira vez no Novo Testamento da bíblia em grego, mais precisamente em Atos 2,42 , e explica a forma da vida cristã e como era compartilhada pelos seguidores em Jerusalém. Identifica o estado idealizado de comunhão e unidade que deve existir dentro da igreja cristã, o Corpo de Cristo.
De acordo com a Bíblia, existem diversas formas de comunhões que caracterizam a vida cristã. São elas:
- Koinonia de amizade
- Koinonia com os pobres
- Koinonia na fé
- Koinonia no Espírito[1]
- Koinonia com Cristo e Suas obras
- Koinonia com Deus

Em suma, Koinonia é o que conecta as criaturas com o Criador e seu amor.